# Leta
 Ovo je glavno značenje pojma Leta. Za rijeku zaborava u Hadu (u grčkoj mitologiji) pogledajte Leta (rijeka).
Leta (grč. Λητώ, Lêtố) u grčkoj mitologiji kći je Titana Keja i njegove žene Febe, majka Zeusove djece - Apolona i Artemide. Letin je pandan u rimskoj mitologiji Latona.

## Etimologija
Letino ime moglo bi dolaziti od grčkog glagola lanthanein = "prikriti", "tajiti", "zaboraviti". Druga je mogućnost da ima iste korijene kao i Leda ("žena") u antičkoj Lidiji.

## Karakteristike
Iz antike očuvano je razmjerno malo Letinih slika i kipova. Njezin izvanredno oblikovan lik na istočnom zabatu Partenona zatečen je u takvom stanju da je istraživači dugo nisu mogli identificirati. Kip se danas, uz mnogo drugih torza koji su nekoć ukrašavali Partenon, nalazi u britanskom muzeju u Londonu, kamo ga je 1802. godine dopremio lord Elgin.

## Mitologija

### Apolonovo i Artemidino rođenje
Kad je božica Hera saznala da Leta nosi djecu njena muža Zeusa, bila je bijesna i ljubomorna te se odlučila osvetiti tako što nije dopustila Leti da ostane na čvrstoj zemlji (kopnu ili otoku) i Leta je bila prisiljena tražiti gdje će roditi. Dok ju je gonila zmija Piton s glavom zmaja koju je na nj poslala Hera, Leta je naišla na novostvoreni otok Del koji je plutao na vodi i nije bio ni kopno niti otok, a bio je okružen labudovima. Kad je kročila na nj, dvije su stijene izronile iz morskih dubina; jedna je zaustavila kretanje otoka, a druga stala zmiji na put. Zatim je Leta na gori Kintu rodila blizance - sina Apolona i kćer Artemidu. Poslije je Zeus prikovao Del za dno oceana da više ne pluta, a otok je postao posvećen Apolonu.
Hera je otela Ilitiju, boginju rađanja, da bi spriječila Letu od porođaja. Ostali su bogovi prevarili Heru tako što su joj ponudili ogrlicu od jantara dugačku 8 metara, a boginja je uspjela pobjeći. Legenda kaže da je Artemida rođena prva, a potom je pomogla majci da porodi njezina brata Apolona.

### Nioba i Leta
Nioba je bilja kraljica Tebe i Amfionova žena koja se hvalisala pred Letom jer je imala četrnaestero djece (Niobide), sedam dječaka i sedam djevojčica, dok je Leta imala samo dvoje - Artemidu i Apolona. Apolon joj je ubio sinove dok su trenirali atletiku, a Artemida je ubila njezine kćeri otrovnim strijelama, kao i Apolon. U nekim je inačicama priče poneki potomak spašen. Amfion se, vidjevši mrtve sinove, prema nekim legendama ubio, a prema drugima ubio ga je Apolon nakon što je bijesnio i pokušavao se osvetiti. Shrvana je Nioba otišla u Malu Aziju gdje se plačući pretvorila u kamen, a njezine su suze stvorile rijeku Ahel. Zeus je pretvorio sve Tebance u kamen te nitko nije mogao pokopati Niobu sve dok je devetoga dana nisu pokopali bogovi.

## Vanjske poveznice
- Leta u klasičnoj literaturi i umjetnosti (engl.)
- Leta u grčkoj mitologiji (engl.)